# Tomosvaryella pauca
Tomosvaryella pauca är en tvåvingeart som beskrevs av Hardy 1943. Tomosvaryella pauca ingår i släktet Tomosvaryella och familjen ögonflugor. Inga underarter finns listade i Catalogue of Life.